# Ignacio Jarsún
Jorge Ignacio Jarsún Lamónaca (Rosario de Lerma, 14 de enero de 1986) es un exjugador de rugby y político argentino que actualmente se desempeña como Vicepresidente primero de la Cámara de Diputados de la Provincia de Salta. También fue Intendente de Rosario de Lerma durante cuatro años entre 2015 y 2019.

## Biografía
Ignacio Jarsún nació en Rosario de Lerma el 14 de enero de 1986. Antes de ser político jugó al rugby en la primera división del Jockey Club de Salta, llegando incluso a participar del Mundial Sub-19 de rugby del año 2005 en Sudáfrica con los Pumitas. El equipo nacional argentino finalizaría ese campeonato en el octavo lugar.

## Carrera Política
Nacho ingresó como concejal por el municipio de Rosario de Lerma en el año 2007 y reelegido nuevamente en el año 2009.  En 2011 se candidateó para diputado provincial por el departamento Rosario de Lerma, cargo al que accedería y ejercería por cuatro años.
En el año 2015 se precandidateó al cargo de intendente de Rosario de Lerma por el frente Romero+Olmedo. Lograría un total de 6.888 votos superando al intendente Ramos que había obtenido 4.493 con su partido MILES. En las elecciones generales, Jarsún sería electo oficialmente como Intendente de Rosario de Lerma,  con 7.179 votos que significaban el 52,28% de los votos válidos contra los 6.122 votos de Ramos. Jarsún con 29 años asumiría la intendencia del municipio el 10 de diciembre de 2015.
Jarsún se desempeñaría en el cargo durante cuatro años y en 2019 en lugar de buscar la reelección intentaría ingresar a la Cámara de Diputados de la Provincia de Salta apoyando el movimiento que impulsaba al intendente de la capital salteña, Gustavo Sáenz, al cargo de gobernador. Fundó el partido Todos por Salta y fue elegido presidente del mismo. El mismo se organizó a nivel provincial y llevó candidatos propios en muchos distritos salteños siendo novedad en la capital salteña con figuras outsiders como la periodista Mónica Juárez, el comerciante Omar Exeni y la fisioterapeuta Noelia Rigo. 
Jarsún ganaría en las primarias abiertas y obligatorias en la categoría de diputados provinciales por el departamento Rosario de Lerma, obteniendo un total de 7.980 votos equivalentes al 32,52% de los votos válidos. En las elecciones generales Jarsún obtendría una banca al ser el candidato más votado en la categoría con un total de 9.319 votos equivalentes al 36,45% de los votos válidos. La novedad también la dio su partido porque fue el espacio más votado en la categoría de diputados provinciales en la capital salteña, permitiendo el ingreso de los tres referentes a la Cámara de Diputados de la Provincia de Salta pero también logró obtener dos bancas en el Concejo Deliberante de la Ciudad de Salta.
El 24 de noviembre de 2019 Jarsún asumiría su banca en la legislatura salteña y sería elegido por sus pares como vicepresidente primero de la Cámara de Diputados de la Provincia de Salta.
En 2020 sería noticia nacional ya que se pronunció a favor de la pena de muerte y de los linchamientos luego de un caso de una nena de nueve años que fue violada. El agresor de la niña fue puesto en libertad a los tres días y los propios vecinos lo mataron a golpes. Jarsún se pronunció a favor de ello. Algunos referentes de derechos humanos como Noelia Bonetto (la novia de Roberto Navarro) y Víctor Sarmiento lo denunciaron penalmente por incitación a la violencia y apología del delito. Jarsún es descripto como un político que pide mano dura ya que también presentó un proyecto junto al diputado Omar Exeni para que la policía de Salta pueda utilizar las pistolas taser para "prevenir delitos". Jarsún abandonó el bloque Salta tiene Futuro debido a la negativa de sus compañeros de bloque a apoyar este proyecto y conformó junto a Exeni el bloque Todos por Salta. Luego volvió a integrar el bloque Salta tiene Futuro y su excompañero de bancada se sumó al bloque Justicialista Gustavo Sáenz Conducción. 
Renunció como diputado en diciembre de 2022 para asumir el desafío de ser el director de Aguas del Norte, Compañía de Agua y Saneamiento de Salta, encargada de proveer agua a toda la provincia. Jarsún asumió en plena crisis hídrica y planteó que la gente confíe en él así como confiaron en Scaloni que no tenía experiencia.